# Cardeniopsis bigutta
Cardeniopsis bigutta är en insektsart som först beskrevs av Willy Adolf Theodor Ramme 1929.  Cardeniopsis bigutta ingår i släktet Cardeniopsis och familjen gräshoppor. Inga underarter finns listade i Catalogue of Life.